# Dolly Makambo Nawezi
Dolly Makambo Nawezi est un homme politique kino-congolaise. Il est le député de la commune de la Gombe à Kinshasa 2019
Il est père de 3 enfants ().